# Holothele recta
Holothele recta là một loài nhện trong họ Theraphosidae.
Loài này thuộc chi Holothele. Holothele recta được Ferdinand Karsch miêu tả năm 1879.